# 徹默島
徹默（挪威語：Tjøme）是挪威的一個岛屿，也是原西福爾郡一个已撤销的市镇。
2018年徹默市镇和讷特略市镇合并为费德尔市镇。